# Похищението на Лукреция
„Похищението на Лукреция“ (на английски: The Rape of Lucrece) е поема от 1594 г. на Уилям Шекспир за легендарната римска благородничка Лукреция. В предишната си наративна поема „Венера и Адонис“ (1593) Шекспир включва писмо – посвещение до своя покровител, граф Саутхемптън, в което обещава да напише „по-сериозен труд“. Резултат от това обещание е „Похищението на Лукреция“.
Поемата започва с посвещение в проза, адресирано директно до граф Саутхемптън, което започва с думите „Любовта, която отдавам на Ваша светлост, е без край“.
Посвещението е последвано от абзац в проза, който обобщава историческия контекст на поемата. 
Поемата съдържа 1855 реда, разделени на 265 строфи от по седем реда. Метърът на всеки ред е ямбичен пентаметър. Схемата на рими за всяка строфа е ABABBCC, формат, известен като „кралска рима“, който е използван от Джефри Чосър, Джон Милтън и Джон Мейзфийлд.

## Действие
Поемата се развива точно преди създаването на Римската република през 509 г. пр.н.е. Място на действието са Рим, Ардея (на 40 km южно от Рим), и Колациум (на 15 km източно от Рим).

## Персонажи
- Лукреция – римска благородничка
- Колатин – съпругът на Лукреция, офицер в римската армия
- Секст Тарквиний – син на цар Луций Тарквиний и офицер от римската армия, който насилва Лукреция
- Лукреций – бащата на Лукреция
- Юний Брут – приятел на Колатин и Лукреций
- Пратеник
- Луций Тарквиний (Тарквиний Горди) – цар на Рим и баща на Секст Тарквиний
- Сервий Тулий – тъст на Луций Тарквиний
- Публий Валерий – приятел на Колатин и Лукреций

## Сюжет
Една вечер в град Ардея, където се води битка, двама водещи римски войници, сина на царя Секст Тарквиний и Колатин, разговарят. Колатин описва съпругата си Лукреция с блестящи думи – тя е красива и целомъдрена. На следващата сутрин Тарквиний отива в дома на Колатин. Лукреция го приветства. Тарквиний я забавлява с истории за делата на съпруга ѝ на бойното поле.
Таркин прекарва нощта в къщата на Колатин и е разкъсван от желанието си за Лукреция.Той отива в стаята ѝ, събужда я и я заплашва. Лукреция го моли за милост, но той я насилва.
Изпълнен със срам и вина, Тарквиний се измъква. Лукреция е съсипана, яростна и иска да се самоубие. Тя пише писмо до съпруга си, като го моли да се върне у дома. Когато Колатин се прибира, Лукреция му разказва цялата история. След като заклева съпруга си и придружаващите го войници да отмъстят за това престъпление, тя разкрива кой я е обезчестил, вади нож и се пробожда в гърдите. Скръбта на Колатин е толкова голяма, че той също иска да се самоубие. Неговият приятел, Брут, го убеждава, че отмъщението е по-добър избор. Войниците носят тялото на Лукреция по улиците на Рим. Гражданите, разгневени, прогонват царя Луций Тарквиний и семейството му.

## Публикация и заглавие
„Похищението на Лукреция“ е публикувана за първи път през 1594 г. от книжаря Джон Харисън. Авторските права на Харисън са прехвърлени на Роджър Джаксън през 1614 г.; Джаксън издава шесто издание през 1616 г. Следват издания през 1624, 1632 и 1655 г.

## Исторически контекст
„Похищението на Лукреция“ се основава на история, описана както във „Фасти“ на Овидий, така и в „Достопаметни герои и деяния“ на Тит Ливий. И двамата автори са писали няколко века след събитията и разказите им не се приемат за твърде точни, отчасти защото римските записи са унищожени от галите през 390 г. пр.н.е., а историите предшестващи този период често са смесени с легенди.
Римският цар е Луций Тарквиний. Заради своята арогантност и тирания той е известен също като Тарквиний Горди. Луций Тарквиний убива своя зет и баща си, за да стане цар на Рим. Неговият син, Секст Тарквиний, наследник на трона, е насилникът в историята. В началото на поемата римската армия води война срещу племе, известно като волски, които претендират за територия на юг от Рим. Римляните обсаждат Ардея, град на волските на около 40 км южно от Рим.
През 509 г. пр.н.е. Секст Тарквиний, син на царя на Рим, насилва Лукреция, съпруга на Колатин, един от римските първенци. В резултат на това Лукреция се самоубива. Тялото ѝ е изложено в Римския форум от племенника на царя. Това подбужда пълномащабно въстание срещу Тарквинийте, водено от Луций Юний Брут, прогонването на царското семейство и основаването на Римската република.

## Алюзии на Лукреция в други творби на Шекспир

### „Тит Андроник“
„Похищението на Лукреция“ е тясно свързано с ранната римска трагедия „Тит Андроник“ (ок. 1590 – 1594). В тази пиеса за отмъщение, когато насилената и осакатена Лавиния разкрива самоличността на своите насилници, нейният чичо Марк се позовава на историята на Лукреция, за да настоява за клетва за отмъщение за престъплението: „Да си дадем един на други клетва / като оназ, която Юний Брут / положи със бащата и съпруга / на чистата Лукреция, когато / разкри им тя ужасния си срам – / със хладен ум във кървава разправа / да отплатим на извергите готски / или — не го ли сторим — да умрем / в срама от неизпълненото слово!“

### „Укротяване на опърничавата“
Във второ действие на „Укротяване на опърничавата“, сцена 1, Петручио заявява на Баптиста, бащата на Катерина (опърничавата), че след сватбата Катерина ще се промени и „по кротост тя [ще] прилича на Гризелда, / а на Лукреция – по добродетел!“

### „Дванайсета нощ“
В „Дванайсета нощ“ писмото на Мария с почерка на Оливия, предназначено да порази Малволио, гласи: „Над своя повелител аз владея, / ала Лукреция е мой печат / и аз немея, горда като нея. / М, О, А, И, по тебе чезна в жад!“
Малволио тълкува загадката в смисъл, че неспособността или нежеланието на Оливия да говори за любовта си към него я убива, като ножът убива Лукреция. Малволио също отбелязва, че Оливия използва изображение на Лукреция като личен печат и това го убеждава, че писмото е от Оливия.

### „Макбет“
Насилникът Тарквиний се споменава и в монолога на Макбет от второ действие, Сцена 1 от „Макбет“ : „...тръгва подло / с безшумната походка на Тарквиний, / озлочестителя, към свойта жертва.“ Действията и хитростта на Тарквиний се сравняват с нерешителността на Макбет – и изнасилването, и цареубийството са непростими престъпления.

### „Цимбелин“
Шекспир запазва същността на класическата история, включвайки версията на Ливий, че страстта на Тарквиний към Лукреция произтича от похвалата на съпруга ѝ за нея. По-късно Шекспир използва същата идея в късния романс „Цимбелин“ (ок. 1609–10). В тази пиеса Якимо се обзалага с Постум, съпруг на Имогена, че може да накара Имогена да изневери с него. Якимо не успява, но убеждава Постум в противното, използвайки информация за спалнята и тялото на Имогена. Якимо се скрива в сандък, който е доставен в стаята на Имогена под предлог, че съхранява някои бижута, подарък за баща ѝ, крал Цимбелин. Сцената, в която той излиза от сандъка, имитира сцената в „Похищението на Лукреция“. Якимо е сравнен с Тарквиний в сцената: „...Тъй нашият Тарквиний / безшумно по рогозките е стъпвал, / преди да стресне и озлочести / невинната си жертва. ...“.

## Анализ и критика
„Похищението на Лукреция“, една от най-ранните творби на Шекспир, е публикувана една година след Венера и Адонис . Разглежда се като трагическа поема, която е изключително богата на поетични образи, фантазии и метафори. Разказва моралистична история за извършена злина, какво я е причинило, как се е случила и какъв е трагичният резултат.

### Цитирана литература
- Charney, Maurice. Shakespeare on Love & Lust.   New York, Columbia University Press, 2000. ISBN 0-231-10429-4.
- Halliday, F. E. A Shakespeare Companion 1564–1964.   Baltimore, Penguin, 1964.